# Friedrichsgraben
Friedrichsgraben (duń. Frederiksgrave) – miejscowość i gmina w Niemczech, w kraju związkowym Szlezwik-Holsztyn, w powiecie Rendsburg-Eckernförde, wchodzi w skład urzędu Hohner Harde.